# 馬佩河
51°15′30″N 8°8′56″E / 51.25833°N 8.14889°E
馬佩河（德語：Marpe），是德國的河流，位於該國西部，處於北萊茵-威斯特法倫州，屬於薩爾魏河的右支流，河道全長9.1公里，流域面積15.7平方公里。